# Рево, Михаил Васильевич
Михаил Васильевич Рево (16 сентября 1889, Кролевец, Черниговская губерния — 2 марта 1962, Чернигов) — украинский советский микробиолог (вирусолог), академик Академии сельскохозяйственных наук Украинской ССР, Заслуженный деятель науки УССР.

## Биография
М. В. Рево родился 3 (15) сентября 1889 в украинском городе Кролевец Черниговской губернии Российской империи (ныне райцентр в Сумской области Украины).
В 1908 году он поступил в Варшавский ветеринарный институт, который окончил в 1912 году, затем стажировался в Центральной ветеринарной лаборатории Головного ветеринарного управлення Российской империи в Санкт-Петербурге.
Получив диплом, М. В. Рево практиковал ветеринарным врачом, участвовал в Первой мировой войне.
С 1915 по 1917 год Рево учился на медицинском факультете Харьковского университета,  стажировался в Центральной ветеринарной лаборатории Головного ветеринарного управления Российской империи в Санкт-Петербурге.
С 1925 по 1936 год Михаил Васильевич работал профессором на кафедре микробиологии Киевского ветеринарного института, также преподавал в харьковском ветеринарном институте.
В 1936 году в Тбилисском государственном медицинском институте М. В. Рево защитил докторскую диссертацию по медицине (тема — «Материалы к морфологии и биологии Mycobacterium tuberculosis»).
С 1937 по 1943 год заведовал кафедрой микробиологии в Казанском государственном зооветеринарном институте, где в 1939 году защитил докторскую диссертацию по ветеринарии на тему «Антигенная структура сибиреязвенного бацила и её иммунологическое значение».
C 1943 по 1962 год заведовал кафедрой микробиологии и ветеринарно-санитарной экспертизы Харьковского ветеринарного института. В тот же период был заведующим отделом микробиологии, вирусологии и иммунологии Института земледелия АН УССР.
15 апреля 1948 года указом Президиума Верховного совета Украинской ССР Михаилу Васильевичу Рево присвоено звание «Заслуженный деятель науки УССР».
22 июля 1959 года М. В. Рево был принят в Украинскую академию сельскохозяйственных наук.

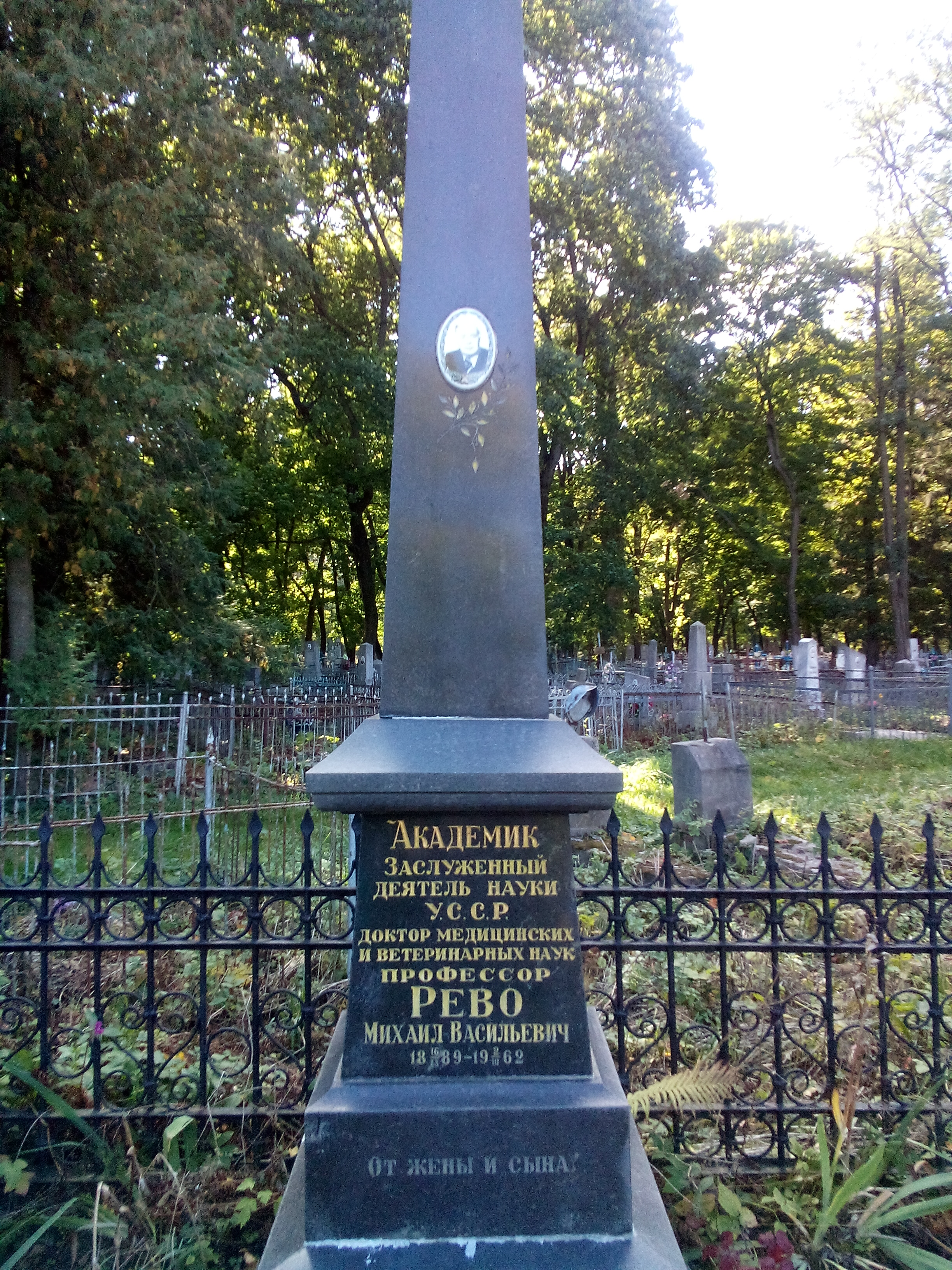
Могила М. В. Рево в Чернигове

Михаил Васильевич Рево умер 2 марта 1962 года в Чернигове, похоронен на Петропавловском кладбище.

## Область научных интересов
М. В. Рево занимался ветеринарной микробиологией, изучал антигенные структуры возбудителей туберкулёза, сибирской язвы, ящура, бруцеллёза. Он разработал и внедрил в ветеринарную практику методы диагностики этих заболеваний.

## Вклад в науку
Рево был организатором кафедр и лабораторий микробиологии в Киевском ветеринарно-зоотехническом институте, Краснодарском институте эпидемиологии и микробиологии им. И. Г. Савченко, а также в Винницком, Кубанском и Херсонском мединститутах.
Под научным руководством Михаила Васильевича Рево защитили диссертации 33 аспиранта.
Его учениками были: В. П. Кивалкина, Х. Х. Абдуллин, В. Г. Дунаєв, И. И. Архангельский, К. В. Шмалий, В. П. Образцов, И. Ф. Храбустовский, В. В. Никольский, Ф. И. Осташко и другие.

## Награды
- 1946 год — медаль «За доблестный труд в Великой Отечественной войне 1941—1945 гг.»
- Заслуженный деятель науки УССР

## Память
В 1971 году могила М. В. Рево признана памятником истории местного значения Исполнительным комитетом Черниговского областного совета народных депутатов трудящихся и принята под охрану государства под номеров 39 с названием Памятный знак «Могила М. В. Рево (1889–1962 гг.)». С 2019 официальное название памятника — «Могила учёного, академика в сфере ветеринарии и медицины М. Рево».
В 1981 году именем Академика Рево названа улица в Чернигове, до того называвшаяся «Общественный переулок».